# Persisk rummy
Persisk rummy, även kallat fyrmansrummy, är ett kortspel för fyra deltagare, som spelar ihop partnervis. I likhet med andra spel av rummy-typ går persisk rummy ut på att bli av med korten på handen genom att under spelets gång lägga ut dem i kombinationer, bestående av minst tre kort av samma valör eller av minst tre, ibland minst fem, kort i följd i samma färg. 
En vanlig fransk-engelsk kortlek används, kompletterad med fyra jokrar. Till skillnad mot vad som gäller i andra kortspel får jokrarna inte användas för att ersätta andra kort, utan de kan bara kombineras med varandra. 
Efter avslutad giv utdelas pluspoäng för de kort som ingår i kombinationer och minuspoäng för de kort som finns kvar på handen, enligt en särskild värdeskala.